# Fabula (motorfiets)
Fabula is een Duits historisch merk van motorfietsen.
De bedrijfsnaam was: Fabula Fahrzeugfabrik GmbH, Bielefeld.
Fabula was een van de honderden kleine merken die in 1923 in Duitsland motorfietsen gingen produceren. In tegenstelling tot de meeste concurrenten kocht men daarvoor geen inbouwmotoren in, maar ontwikkelde men zelf 250- en 350cc-zijklepmotoren. Daarnaast werd een door Nikolaus Henzel ontworpen 250cc-tweetaktmotor met asaandrijving geleverd.
De Fabula-modellen waren voor hun tijd modern, maar ook duur en daarmee pasten ze niet bij de grote vraag naar goedkope motorfietsjes in het Duitsland van na de Eerste Wereldoorlog. De productie-aantallen bleven dan ook laag en in 1925 verdween het merk van de markt.